# South Antrim (circonscription du Parlement britannique)
South Antrim est une circonscription électorale britannique située en Irlande du Nord.